# Czerniewice
Czerniewice è un comune rurale polacco del distretto di Tomaszów Mazowiecki, nel voivodato di Łódź.
Ricopre una superficie di 127,73 km² e nel 2004 contava 5 144 abitanti.